# Квашнин-Самарин, Пётр Фёдорович
Пётр Фёдорович Квашнин-Самарин (9 января 1743, Москва или Брыково — 19 октября 1815, Брыково) — русский государственный и судебный деятель Екатерининского века, президент Юстиц-Коллегии (1778—1782), правитель Уфимского (1782—1783) и Новгородского наместничеств (1786—1796). 

## Биография
Из столбового дворянского рода Квашниных-Самариных. Сын действительного тайного советника (гражданский аналог полного генерала) Фёдора Петровича Квашнина-Самарина, занимавшего должность герольдмейстера, отвечавшего за присвоение гербов дворянским фамилиям, а затем должность председателя главного магистрата, расположенного в Москве апелляционного судебного учреждения высшей инстанции, выносившего решения по тяжбам купцов и мещан. Дед, Пётр Тимофеевич, также занимал должность герольдмейстера, дядя, Александр Петрович, был Орловским губернатором. Матерью Петра была Анна Юрьевна Ржевская из рода, возводившего свою историю к Рюрику, и его потомкам, ржевским удельным князьям, но, по неясным причинам, ещё в допетровское время утратившего княжеское достоинство. 
Имения Квашниных-Самариных, располагались, в основном, в Московской губернии, главным из них было село Брыково Звенигородского уезда (ныне называется посёлок Красный Истринского района, поблизости от которого продолжает существовать деревня Брыково с населением 17 человек; причина этой разноголосицы неясна). В 1759 году 16-летний Пётр Квашнин-Самарин поступил на действительную службу в гвардейский полк (куда, по существовавшей тогда у дворян традиции, вероятно, был записан ранее). 12 лет спустя, в 1771 году, Квашнин-Самарин, ротмистр Лейб-гвардии Конного полка, был переименован в камер-юнкеры, то есть переведён на придворную службу. 
В 1778 году он был пожалован действительным камергерством и назначен возглавлять Юстиц-Коллегию, другой важный апелляционный судебный орган по уголовным делам. В 1782 году он был снят с этой должности и отправлен губернатором в Уфу, однако пробыл там недолго, и после некоторого перерыва, в 1786 году был назначен губернатором в Новгород. С 1788 года Квашнин-Самарин имел чин тайного советника. 
С 1793 года, покинув должность губернатора, заседал в Санкт-Петербурге в Сенате. При Павле I был произведён в действительные тайные советники, повторив тем самым высокий служебный результат своего отца. 5 апреля 1797 года стал кавалером ордена Святой Анны 1 степени. В 1800 вышел в отставку. В отставке проживал в Москве и в своём подмосковном имении Брыково, где скончался в 1815 году.
В имении Брыково (в черте посёлка Красный) сохранилась церковь, построенная Петром Квашниным-Самариным (согласно другой датировке, его отцом), в ограде которой он был похоронен.

## Награды
- Орден Святой Анны 1 степени (5 апреля 1797)[2].
- Орден Святого Владимира 2 степени (предположительно)[3].

## Семья

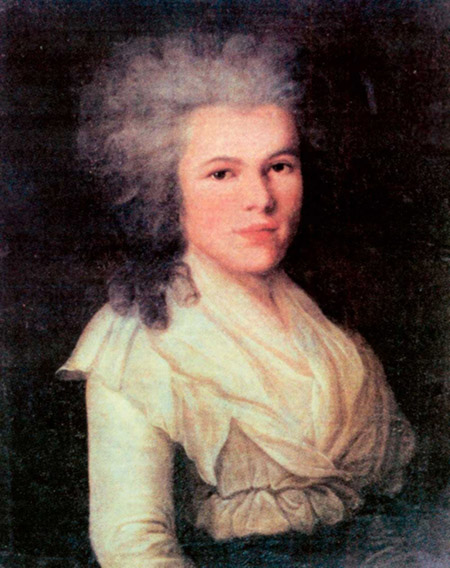
Елизавета Чернышёва

Жена —  графиня Анастасия Петровна Салтыкова (26.11.1731—24.03.1830), дочь генерал-фельдмаршала Петра Салтыкова. Последние годы жила в семье младшей дочери графини Чернышёвой. Похоронена в Новоспасском монастыре в Москве. Дети:
- Анна (14.01.1770[4]—после 1829), крестница своей тетки графини Е. П. Шуваловой, урождённой Салтыковой, фрейлина двора (1795), была уволена от службы 27 октября 1829 года. Дорожа своей свободой, замуж не вышла. Была одной из первых салонных «законодательниц». Её живой ум, любезность и тонкий вкус собирал около нее многочисленных поклонников: В. В. Капнист и Н. А. Львов любили её беседу, за ней ухаживал Державин, который писал: «она так постоянна, как каменная гора; не двигается и не шелохнется от волнующей моей страсти, хотя батюшка и матушка и полой отдают». Кроме светской любезности, с литературной образованностью Самарина соединяла бойкий житейский такт и самостоятельный характер. Будучи поверенной в делах родителей, была полновластной хозяйкой и всем распоряжалась сама. Но, как говорили, в конец запутала все дела. Графиня Чернышёва приходила не раз на помощь сварливой сестре, не платившей ей особенно взаимностью чувств[5]. Занимала видное место в «раннем оленинском кружке». Была близкой приятельницей Батюшкова и Гнедича, которые посещали её салон.
- Елизавета (09.04.1773—28.02.1828), фрейлина двора (1795), супруга графа Григория Ивановича Чернышёва, бонвивана и вертопраха, сына генерал-фельдмаршала по флоту. Их сыном был опальный декабрист Захар Чернышёв.
- Фёдор (12.08.1774[6]— ?), крещен 18 августа 1774 года в Сергиевском всей артиллерии соборе при восприемстве сестры Анны.